# Alexandra Fuller (squash)
Pour les articles homonymes, voir Fuller et Alexandra Fuller.
Alexandra Fuller, née le 24 août 1993 au Cap, est une joueuse professionnelle de squash représentant l'Afrique du Sud. Elle atteint, en octobre 2022, la 22e place mondiale sur le circuit international, son meilleur classement. Elle est championne d'Afrique du Sud à quatre reprises entre 2015 et 2024. Elle annonce sa retraite sportive en janvier 2024.

## Biographie
En avril 2018, elle est désignée joueuse du mois PSA après avoir remporté deux tournois consécutivement sans perdre un seul jeu et le mois suivant, elle confirme en intégrant pour la première fois le tableau final d'un PSA World Series en se qualifiant pour le prestigieux British Open après avoir éliminé la tête de série no 1 Nadine Shahin puis Misaki Kobayashi. Après avoir annoncé sa retraite sportive en janvier 2024, elle participe en novembre 2024 au tournoi Challenger Tour 20 Women's Cape Town Open 2024 et crée la surprise en s'imposant face à Jacqueline Peychär puis Nadine Shahin, 43e mondiale.

## Palmarès

### Victoires
- Championnats d'Afrique du Sud : 4 titres (2015[6],[7], 2018[8], 2020[9], 2024)